# Waribèrè
Waribèrè est une commune située dans le département de Barani de la province de Kossi au Burkina Faso.

## Santé et éducation
La commune accueille un dispensaire de soins.